# Шахин Бей
Шахин Бей (1877, Газиантеп, Алеппо — 28 марта 1920, Газиантеп) — турецкий военнослужащий, народный герой Турции, защитник города Антеп.

## Биография
Шахин Бей (чеченское имя Мухьаммад Саӏид) родился в 1877 году в городе Антеп в семье выходцев из Чечни. В 1899 году начал службу в армии, служил в Йемене. За отличие в службе ему было присвоено звание старшины. Участвовал в боевых действиях в Траблусе с итальянцами, позднее сражался на болгаро-турецком фронте в районе Чаталджа во время Балканских войн. Во время Первой мировой войны сражался сперва на Галицийском фронте, затем на Синайско-Палестинском. За мужество и героизм был награждён и в 1917 году ему было присвоено звание мулазим-и сани (лейтенанта).
В 1918 году был взят англичанами в плен. В декабре 1919 года был освобождён и вернулся в Турцию. После возвращения стал военным комендантом города Урфа. Во время войны за независимость Турции французы захватили город Антеп. Шахин Бей потребовал от командования отправить его освобождать этот город. Ему был поручен контроль важной дороги между городами Килис и Антеп.
26 марта 1920 года он со своим отрядом напал на французские войска оставившие Килис и двигавшиеся к Антепу. Бой начался с наступления турок. Однако их атака была отбита и турецкие солдаты были обращены в бегство. Однако Шахину всё же удалось остановить французов на мосту Эльмали. 28 марта все защитники моста были уничтожены и французы смогли войти в Антеп.

## Память
В честь Шахина был назван город Шахинбей, в настоящее время являющийся частью города Газиантеп.